# Jeanneliensia fuscipennis
Jeanneliensia fuscipennis is een halfvleugelig insect uit de familie schuimcicaden (Cercopidae). De wetenschappelijke naam van deze soort is voor het eerst geldig gepubliceerd in 1956 door Synave.